# Rijksweg 58
Rijksweg 58, ook wel A58, is een 139 kilometer lange autosnelweg in Nederland. De snelweg is een oost-westverbinding in het zuiden van Nederland. De gehele A58 gaat met de E312.

## Route
De weg start bij knooppunt Batadorp tussen Best en Eindhoven. In westelijke richting telt de A58 tussen Eindhoven en aansluiting Oirschot drie rijstroken. Dit is om te voorkomen dat files tijdens de spits terugslaan op de Randweg Eindhoven. Vanaf aansluiting Oirschot loopt de A58 rechtstreeks naar Tilburg als 2×2 snelweg om zo uit te komen bij knooppunt De Baars, waar de A58 4×2 rijstroken kent. Ter hoogte van Tilburg kent de A58 2×3 rijstroken en daarna 2×2 rijstroken richting Breda. Echter in oostelijke richting telt de A58 tussen knooppunt Galder en aansluiting Ulvenhout kortstondig drie rijstroken. Ter hoogte van Ulvenhout staat in de middenberm een eik omringd door een hekwerk. Het is een niet-gekapte boom van de Annevillelaan in Ulvenhout, nabij landgoed Anneville. Bij de aanleg van de snelweg bleek dat deze precies in de middenberm zou staan. Ten zuidwesten van Breda komt de A58 bij knooppunt Galder samen met de A16. Tot en met knooppunt Princeville trekt de A16 samen op met de A58, waardoor een dubbele nummering ontstaat. Vanaf knooppunt Princeville gaat de A58 weer zelfstandig verder als 2×2 snelweg via Roosendaal om ten oosten van Bergen op Zoom bij Knooppunt Zoomland zich samen te voegen met de A4. Tot en met knooppunt Markiezaat is er opnieuw sprake van een dubbele nummering. Hierna gaat de weg opnieuw verder als 2×2 snelweg zelfstandig verder naar Vlissingen via Goes en Middelburg. Op Zuid-Beveland passeert de A58 via de 327 meter lange Vlaketunnel het Kanaal door Zuid-Beveland. De weg eindigt in Vlissingen (Oost-Souburg) bij een kruispunt geregeld met verkeerslichten. Hier gaat de A58 over in de N288 richting Westkapelle.

## Tijdlijn

### Geschiedenis
De geschiedenis van de A58 in chronologische volgorde. 
- 1930 - Het Rijkswegenplan 1932 vermeldt een weg met nummer 58 die van Bergen op Zoom via Middelburg naar Vlissingen verloopt, en in Zeeuws-Vlaanderen van Breskens naar de Belgische grens. De wegen Bergen op Zoom - Breda en Breda - Eindhoven zijn in dat plan respectievelijk Rijksweg 56 en Rijksweg 63.[2]
- 1956 - Op 29 juli wordt het wegvak Tilburg - Oirschot geopend als 1×2 rijbaan.[3] Dit stuk heeft dan nog het wegnummer 63.
- 1961 - Op 29 augustus wordt het wegvak Oirschot - Eindhoven als 2×2 weg geopend.[3] Dit stuk heeft dan nog het wegnummer 63.
- 1966 - Het verbrede wegvak Tilburg - Oirschot naar 2×2 wordt geopend op 2 mei.[3] Dit stuk heeft dan nog het wegnummer 63.
- 1968 - In het Rijkswegenplan 1968 worden de rijkswegen 63 en 56 hernummerd als verlenging naar het oosten van de Rijksweg 58.
- 1971 - Op 14 december wordt het wegvak tussen knooppunt Sint Annabosch en knooppunt De Baars geopend.[3]
- 1974 - Op 27 juni werd het wegvak tussen Korteven (Woensdrecht) en Rilland in gebruik genomen.[4]
- 1975 - Op 25 juni werd de Vlaketunnel geopend samen met aansluitende wegvakken. Tussen Bergen op Zoom en Walcheren is de weg in zijn geheel als autosnelweg gereed. Langs het wegvak Nieuwland - Vlissingen is op dat moment een tweede rijbaan in aanleg.[5][6]
- 1989 - Opening van het 2×2 wegvak knooppunt Galder - knooppunt Sint Annabosch op 21 december. Dit wegvak vervangt de smallere Zuidelijke rondweg Breda (Graaf Engelbrechtlaan/ Franklin Rooseveltlaan) die tot deze dag voor doorgaand verkeer in gebruik was.[3][7]
- 1991 - Tijdens een inspectie van de eik bij Ulvenhout, kwam aan het licht dat zij maar ongeveer de helft van de benodigde 80.000 liter water per jaar kreeg. Rijkswaterstaat heeft dit probleem opgelost door via een leiding opgevangen regenwater vanaf het viaduct naar de boom te voeren.
- 1999 - In november werd een nieuw tracé om Etten-Leur tussen de afrit Sint Willebrord en Liesbos in gebruik genomen. Tot dan liep de weg met gelijkvloerse kruisingen en verkeerslichten dwars door het centrum van deze plaats via onder andere de Roosendaalseweg en de Bredaseweg.[8]
- 2004 - Het wegvak over een nieuw tracé tussen Liesbos en knooppunt Princeville werd geopend. Het oude tracé via de Liesboslaan en de Ettensebaan met op- en afritten van en naar de A16 kwam te vervallen.
- 2010 - Het wegvak tussen knooppunt Batadorp en Oirschot werd verbreed naar 3 rijstroken in westelijke richting om te voorkomen dat files niet terugslaan op de Randweg Eindhoven.
- 2012 - Op 1 september werd de wettelijke maximumsnelheid op de autosnelweg in Nederland verhoogd naar 130 km/u. Voor de A58 had dit gevolgen. Zo ging de maximumsnelheid tussen knooppunt De Baars en Bavel, knooppunt Galder en knooppunt Princeville en een groot deel van de A58 in Zeeland omhoog naar 130 km/u.
- 2016 - Op de volgende trajecten werd de maximumsnelheid naar 130 km/u verhoogd: Roosendaal - Bergen op Zoom, Oirschot - De Baars en verzorgingsplaats Lage Aard - Galder.[9][10]
- 2019 - Het laatste overgebleven deel van de N58 in Vlissingen (Veerhavenweg) is opgebroken, waardoor de N58 is opgeheven. Het weggedeelte was al eerder overgedragen aan de gemeente Vlissingen, waardoor het al geen rijksweg meer was.
- 2020 - In juni 2020 is het viaduct in de Stappegoorweg te Tilburg hernoemd naar Korporaal Kevin van de Rijdt-viaduct. Het viaduct is vernoemd naar de op 6 september 2009 tijdens de Task Force Uruzgan omgekomen korporaal bij de Korps Commandotroepen.

### Toekomst

#### Galder - Sint Annabosch
Voor het wegvak tussen knooppunt Galder en knooppunt Sint Annabosch is een voornemen voor een verbreding naar 2×3 rijstroken. In november 2015 gaf de minister aan dat de verbreding in 2020 zou starten. Door diverse oorzaken zoals de ligging in een Natura2000-gebied is dit voorlopig uitgesteld. De eik van Anneville blijft een obstakel voor de verbreding. Uit onderzoek van Rijkswaterstaat is gebleken dat de eik niet behouden kan blijven bij een toekomstige verbreding.

#### Tilburg - Eindhoven
Het wegvak tussen knooppunt Batadorp en knooppunt De Baars zal in de toekomst verbreed worden naar drie rijstroken of krijgt een spitsstrook, vanwege de toegenomen verkeersintensiteit. In november 2015 gaf de minister aan dat de verbreding in 2020 zou starten. Inmiddels is de planning dat de werkzaamheden pas in 2025 zullen starten.

## Weginrichting
| Locatie                                   | Rijstroken    | Vmax |
| ----------------------------------------- | ------------- | ---- |
| Knooppunt Batadorp - Oirschot             | 3 + 2         | *    |
| Oirschot - Knooppunt De Baars             | 2 × 2         | *    |
| Knooppunt De Baars - Hilvarenbeek         | 2 + 2 + 2 + 2 | *    |
| Hilvarenbeek - Goirle                     | 2 × 3         | *    |
| Goirle - Knooppunt Galder                 | 2 × 2         | *    |
| Knooppunt Galder - Knooppunt Princeville  | 2 × 3         | *    |
| Knooppunt Princeville - Roosendaal-Oost   | 2 × 2         | *    |
| Roosendaal-Oost - Knooppunt De Stok       | 2 × 2         |      |
| Knooppunt De Stok - Knooppunt Zoomland    | 2 × 2         | *    |
| Knooppunt Zoomland - Knooppunt Markiezaat | 2 × 2         | *    |
| Knooppunt Markiezaat - Arnemuiden         | 2 × 2         | *    |
| Arnemuiden - Ritthem                      | 2 × 2         | *    |
| Ritthem - N288                            | 2 × 2         |      |
| * maximumsnelheid tussen 6-19h: 100 km/h  |               |      |

## File top 50
Een aantal locaties van de A58 komen en kwamen voor in de file top 50. Een leeg vak in onderstaande tabel betekent dat de desbetreffende locatie niet voorkwam in de file top 50. Een schuingedrukte waarde betekent dat de waarde buiten de top 50 viel in dat jaar.
| Locatie                          | 2017 | 2016 | 2015 | 2014 | 2013 | 2012 |
| -------------------------------- | ---- | ---- | ---- | ---- | ---- | ---- |
| Oirschot (richting Eindhoven)    | 25   | 21   | 30   | 35   | 41   | 44   |
| Moergestel (richting Tilburg)    | 48   | 34   | 49   | 46   | 58   |      |
| Tilburg-Reeshof (richting Breda) | 43   | 38   | 52   |      |      |      |
| Ulvenhout (richting Tilburg)     |      | 42   | 50   | 65   |      |      |
| Best (richting Eindhoven)        | 42   | 50   | 66   |      |      |      |

## Afbeeldingen

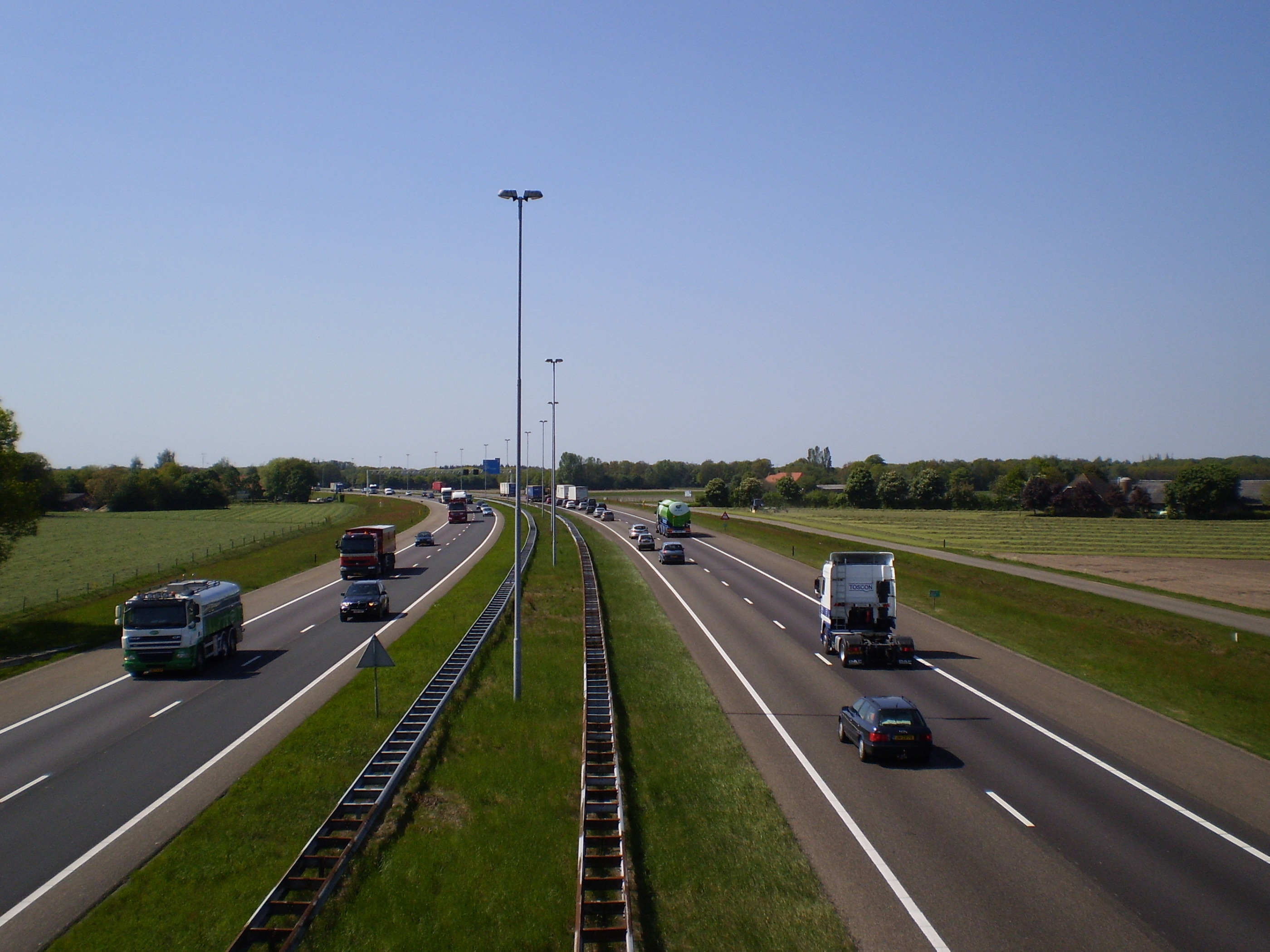
A58 ter hoogte van Gilze (2010)
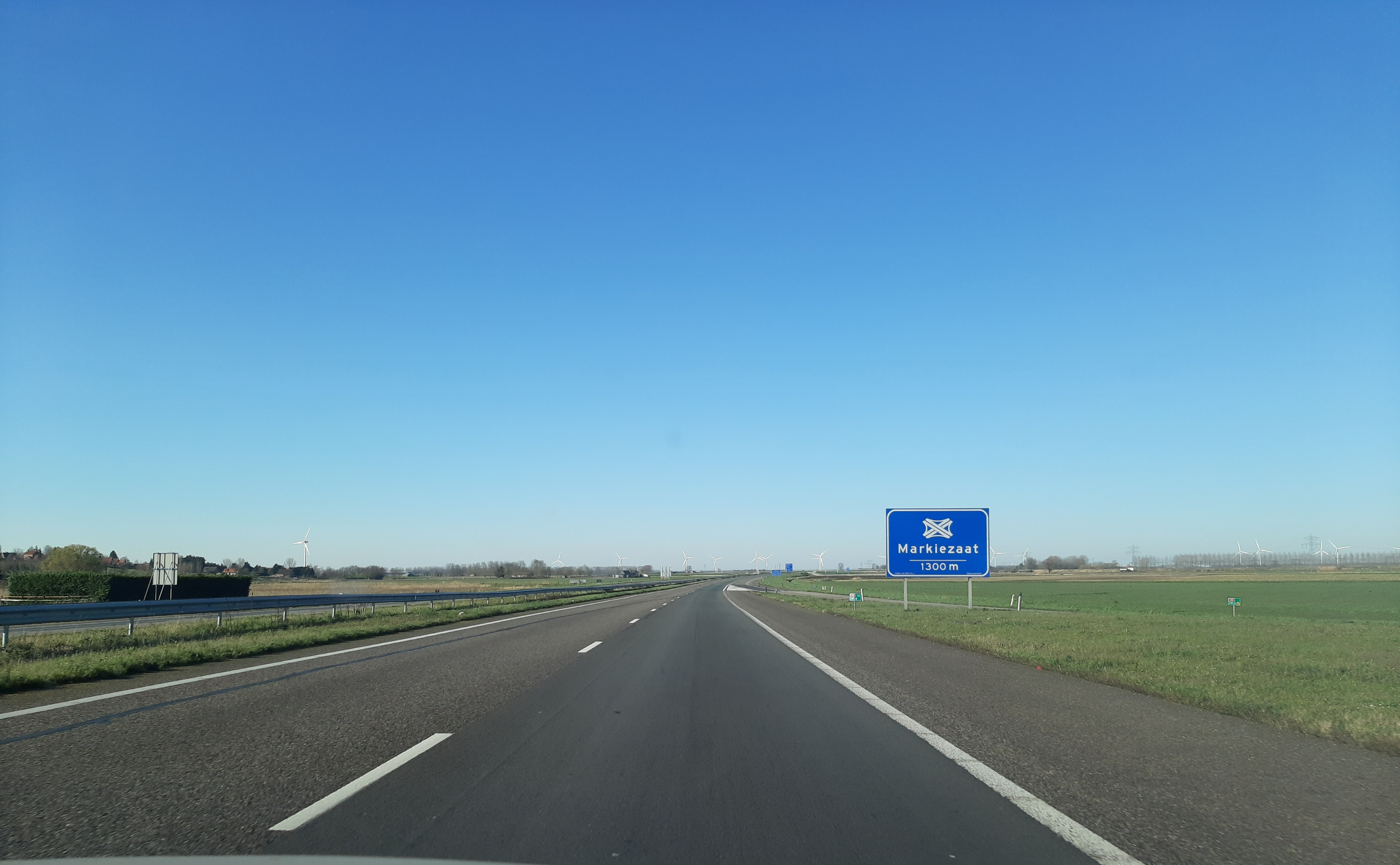
Uitgestorven A58 ter hoogte van knooppunt Markiezaat aan het begin van de coronacrisis (maart 2020)
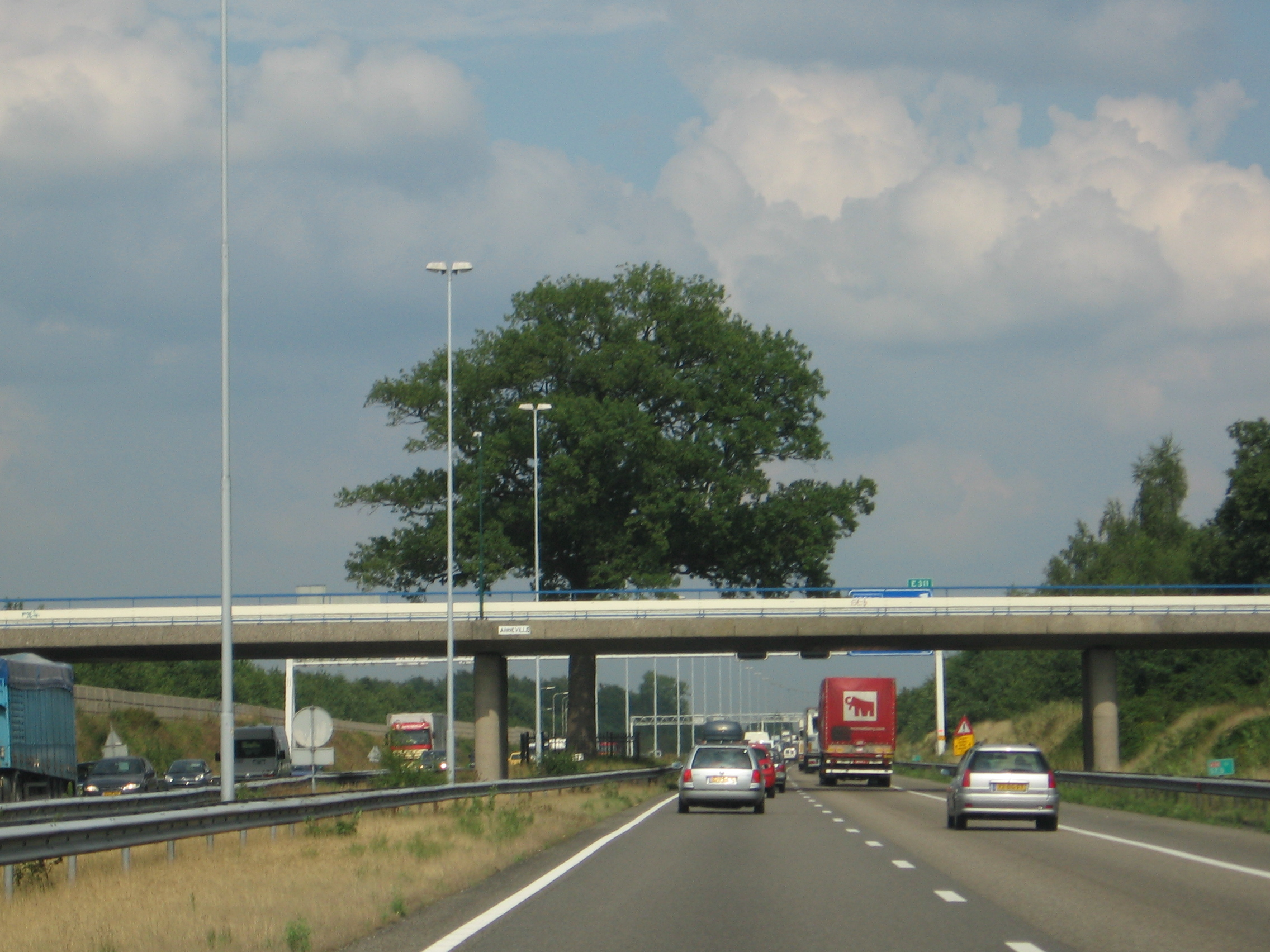
Ten zuiden van Breda (2006)
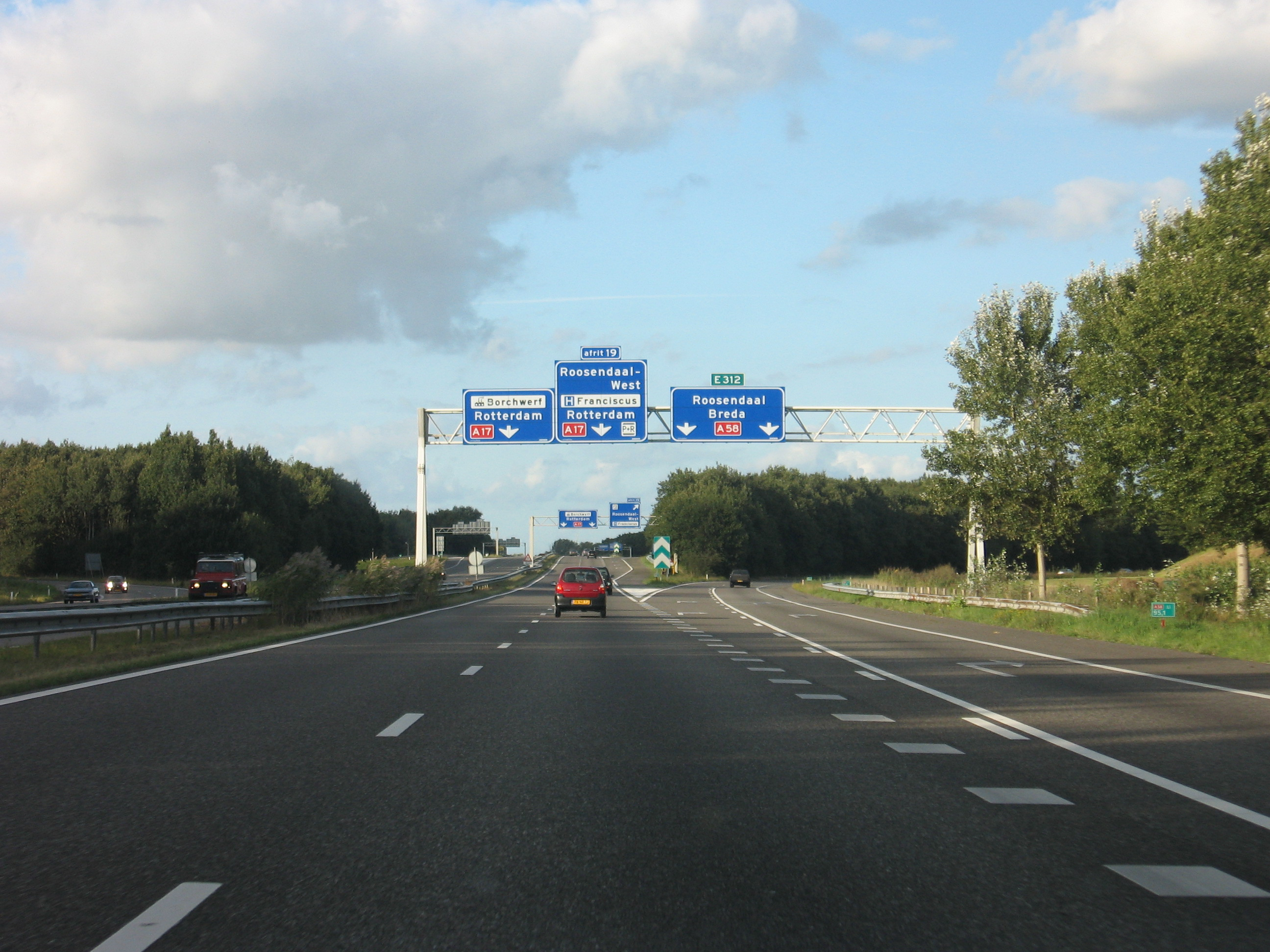
Knooppunt De Stok (2009)
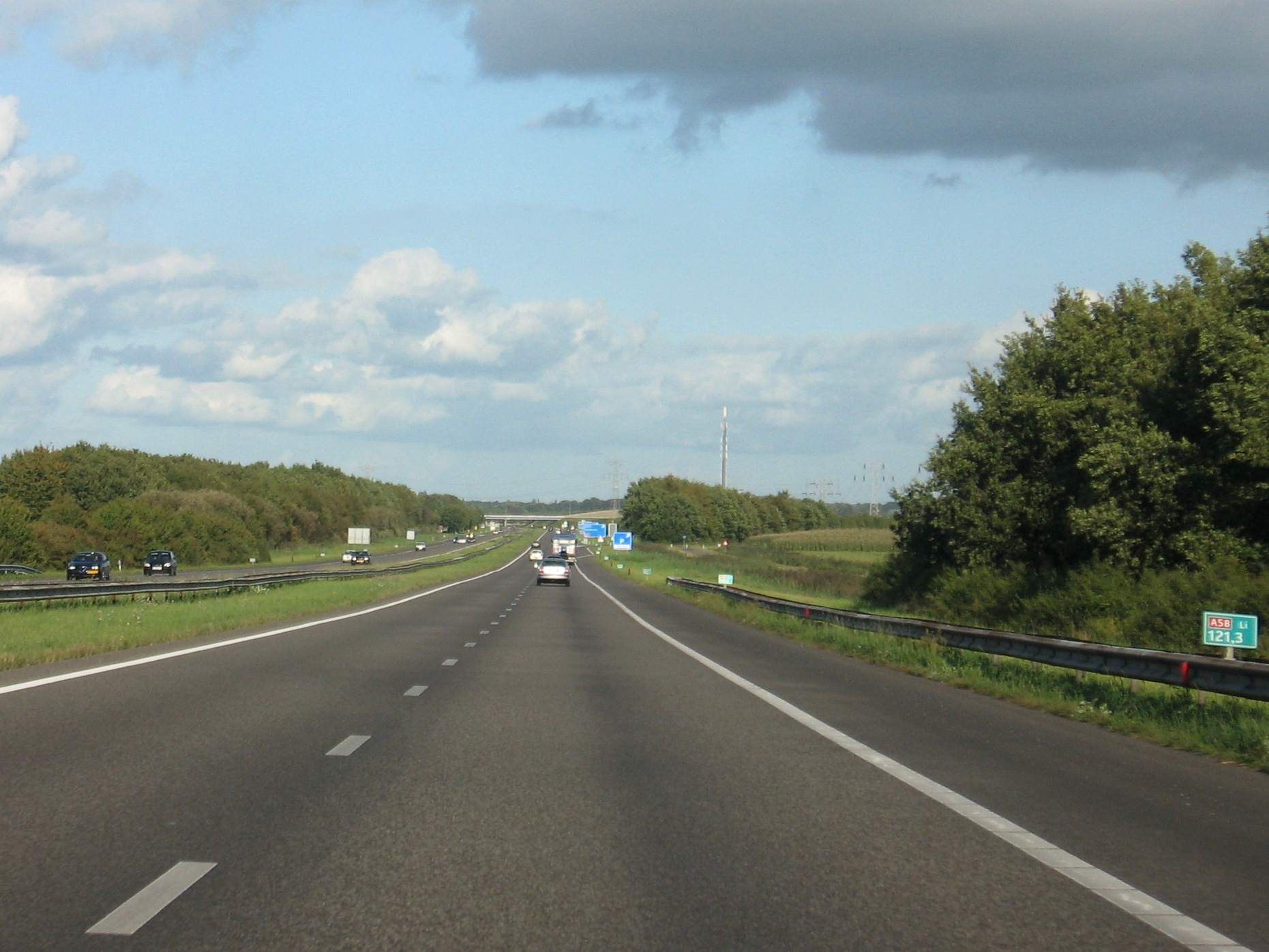
In oostelijke richting vlak na de Kreekrakbrug
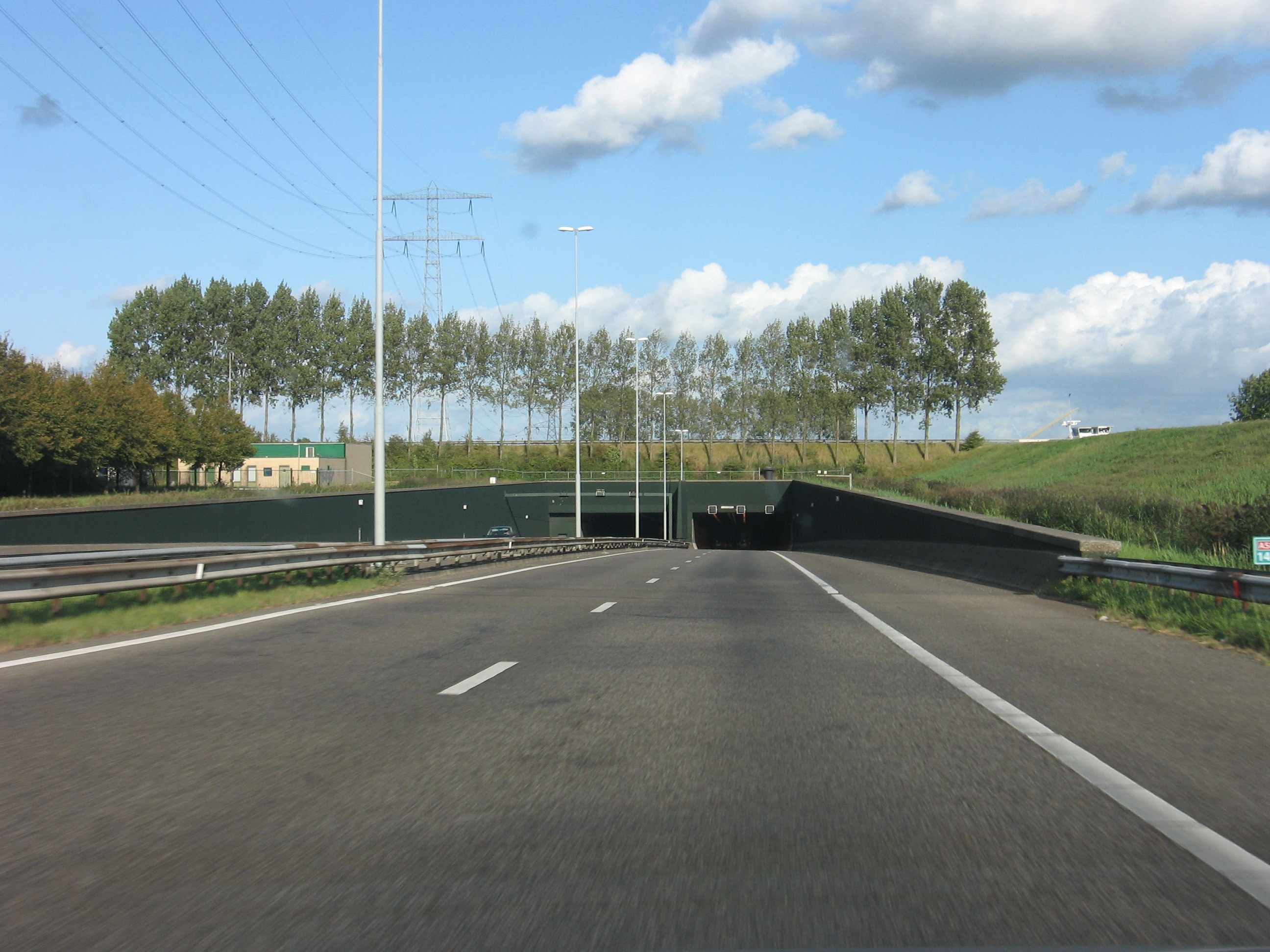
Tunnelmond van de Vlaketunnel (2009)
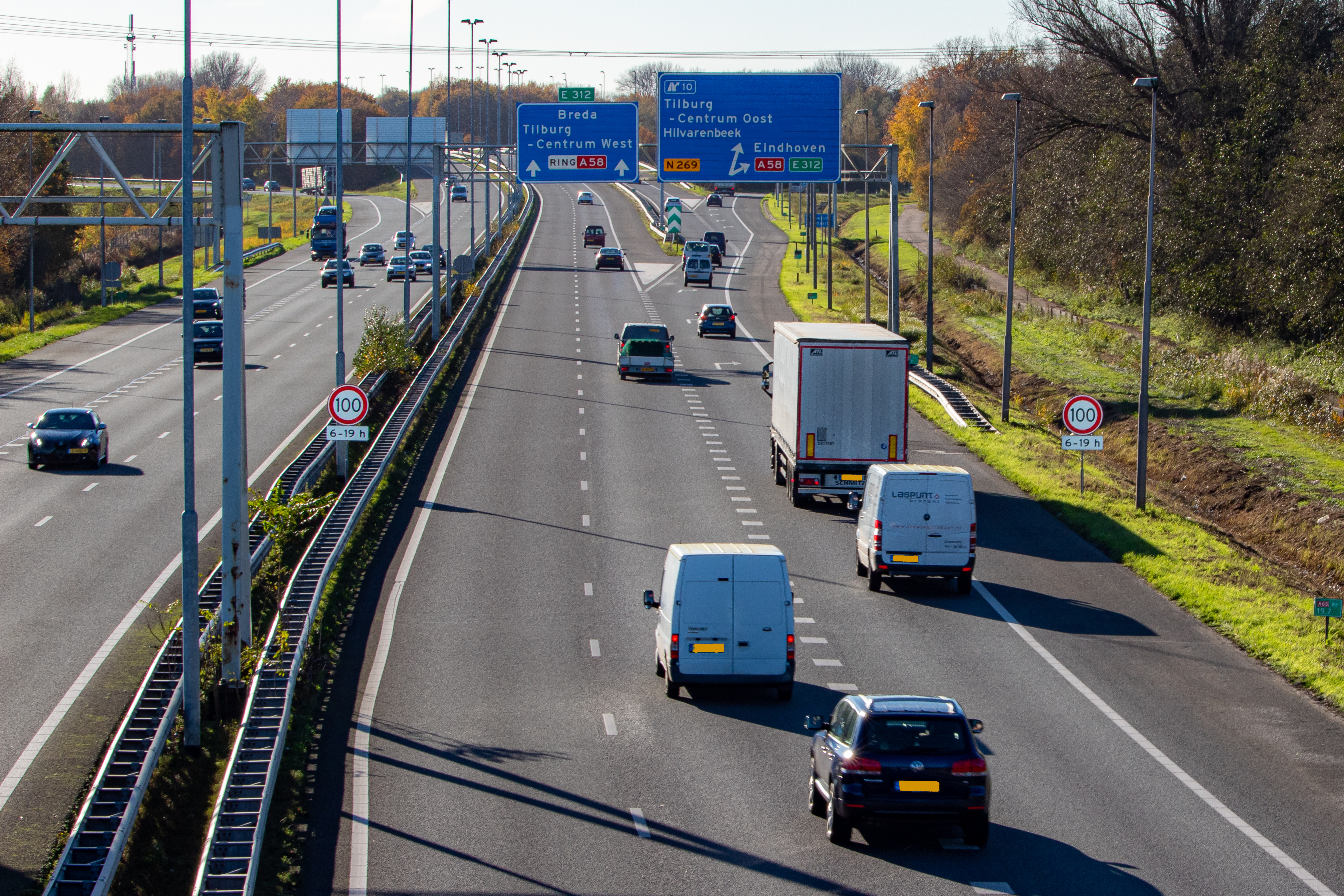
bij knooppunt De Baars
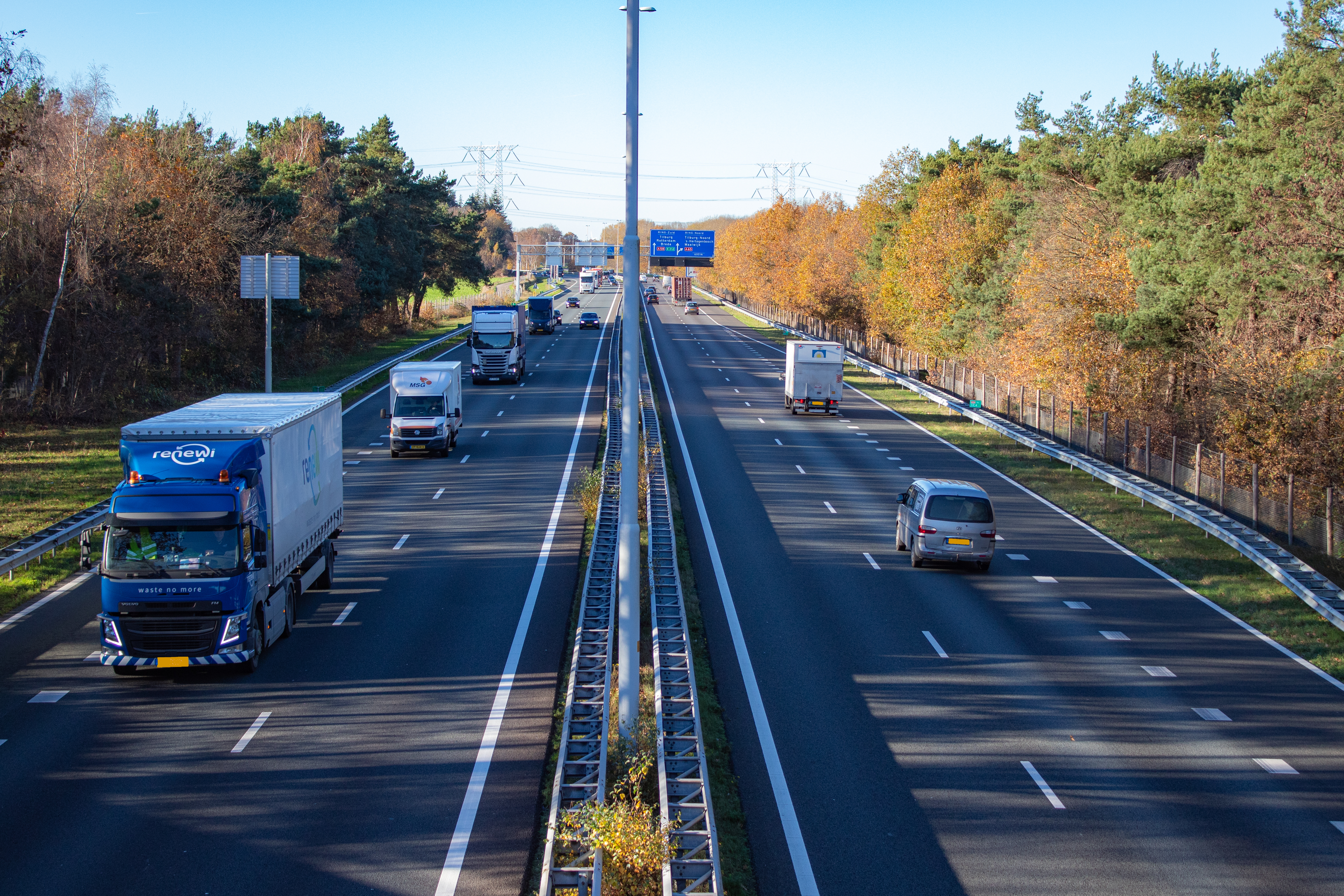
bij knooppunt De Baars

Richting Vlissingen: Kriekampen · Brehees · Blaak · Molenheide · Lage Aard · Bremberg · Hoezaar · Spuitendonk · Wouwse Tol Noord · 't Scheld · Vliete · Selnisse
Richting Eindhoven: Arnemuiden · Vliedberg · Voetpomp · Het Rak · Wouwse Tol Zuid · Mastpolder · Liesbos · Hooge Aard · Raakeind · Leikant · Kerkeind · Kloosters